# Opius lantanae
Opius lantanae är en stekelart som beskrevs av John Colburn Bridwell 1919. Opius lantanae ingår i släktet Opius och familjen bracksteklar. Inga underarter finns listade i Catalogue of Life.